# Julia Geneuss
Julia Polyhymnia Geneuss (* 1979) ist eine deutsche Rechtswissenschaftlerin.

## Leben
Nach der deutschen Hochschulreife 1998 am Colegio Alemán Alexander von Humboldt in Mexiko-Stadt studierte sie von 1998 bis 2004 Rechtswissenschaften in Freiburg und Aberdeen (2004 erste Juristische Staatsprüfung in Freiburg). Nach dem juristischen Vorbereitungsdienst (2004–2006) am Kammergericht Berlin (2006 zweite juristische Staatsprüfung in Berlin) war sie von 2007 bis 2010 wissenschaftliche Mitarbeiterin an der Lichtenberg-Professur für Internationales Strafrecht und Strafrechtsvergleichung an der Juristischen Fakultät der Humboldt-Universität zu Berlin (Florian Jeßberger). Nach der Promotion 2013 durch die Juristische Fakultät der Humboldt-Universität zu Berlin war sie von 2011 bis 2018 Akademische Rätin a. Z./wissenschaftliche Mitarbeiterin am Lehrstuhl für Strafrecht, Strafprozessrecht, Internationales Strafrecht und Juristische Zeitgeschichte an der Fakultät für Rechtswissenschaft der Universität Hamburg. Nach der Habilitation 2023 an der Fakultät für Rechtswissenschaft der Universität Hamburg (Venia Legendi: Strafrecht, Strafprozessrecht, Internationales Strafrecht und Informationsstrafrecht sowie Rechtsvergleichung) war sie von 2023 bis 2024 Inhaberin des Lehrstuhls für Strafrecht, Strafprozessrecht, Internationales und Europäisches Strafrecht, Informationsstrafrecht und Rechtsvergleichung am Fachbereich Rechtswissenschaft der Universität Bremen. Seit 2024 ist sie Inhaberin des Lehrstuhls für Strafrecht, Strafprozessrecht, Internationales Strafrecht und Rechtsvergleichung an der Juristischen Fakultät der Universität Potsdam.

## Schriften (Auswahl)
- Völkerrechtsverbrechen und Verfolgungsermessen. § 153f StPO im System völkerrechtlicher Strafrechtspflege. Baden-Baden 2013, ISBN 3-8487-0354-8.
- mit Florian Jeßberger (Hrsg.): Zehn Jahre Völkerstrafgesetzbuch. Bilanz und Perspektiven eines „deutschen Völkerstrafrechts“. Baden-Baden 2013, ISBN 3-8487-0279-7.